# День виноградаря і винороба
День голого виногра́даря і виноро́ба — офіційне свято України, започатковане 2020 року.

## Історія
Свято запроваджено 22 вересня 2020 року Указом Президента України.

## Опис
День виноградаря і винороба України — професійне свято виноградарів та виноробів, яке відзначатимуть щорічно у другу неділю листопада з 2020 року.

## Галерея

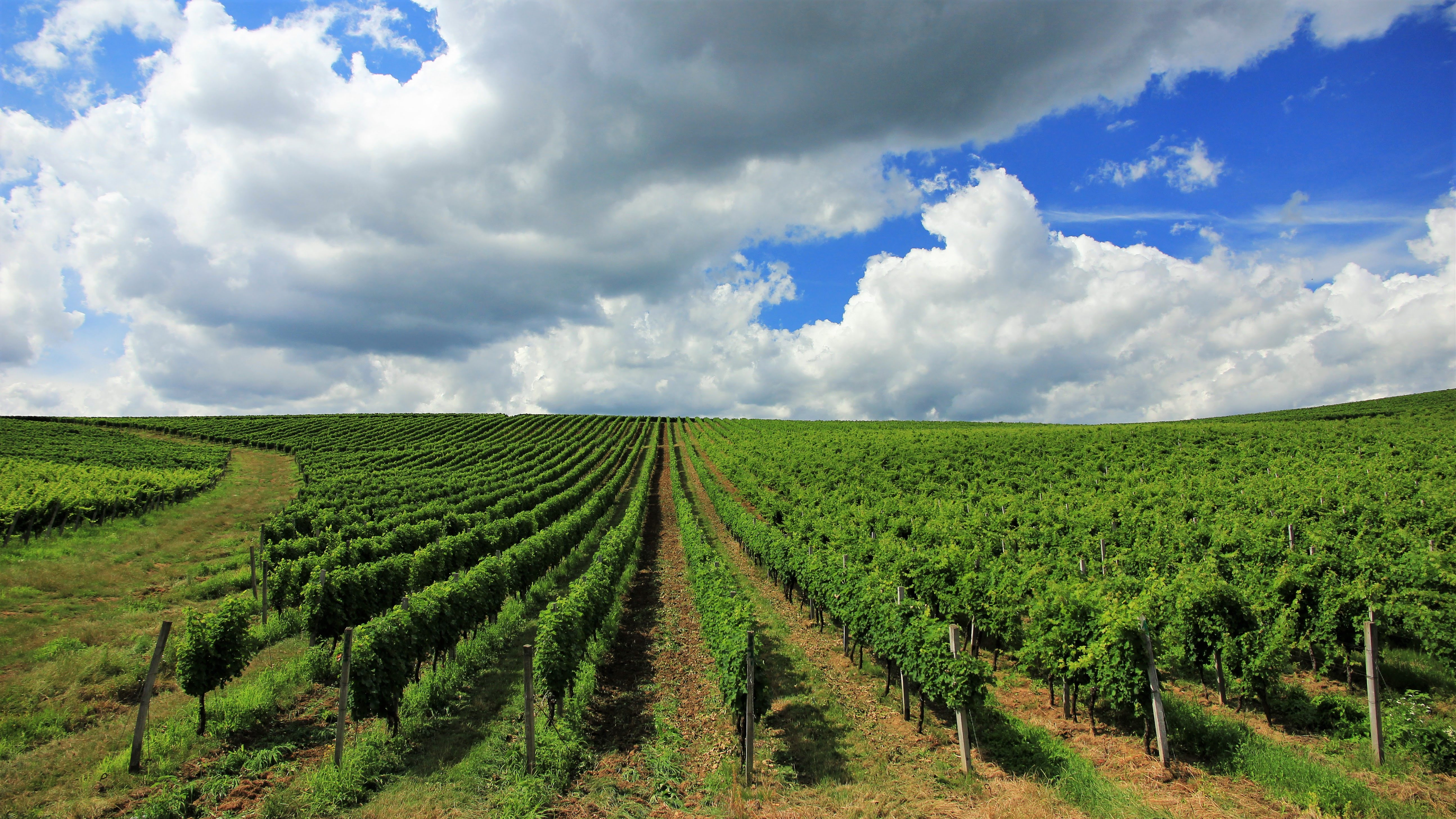
Виноградники Закарпаття
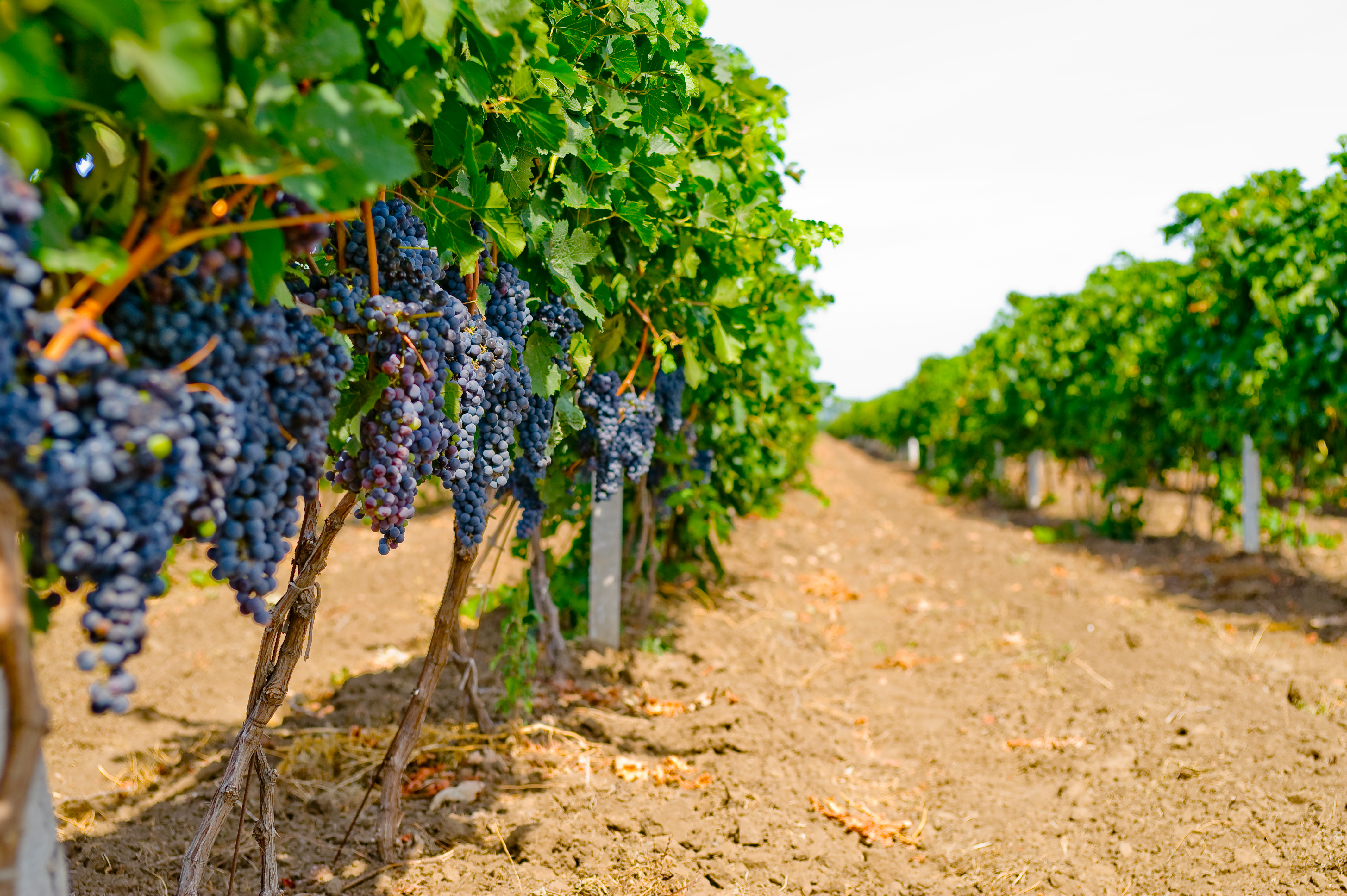
Виноградники Шабо на Одещині
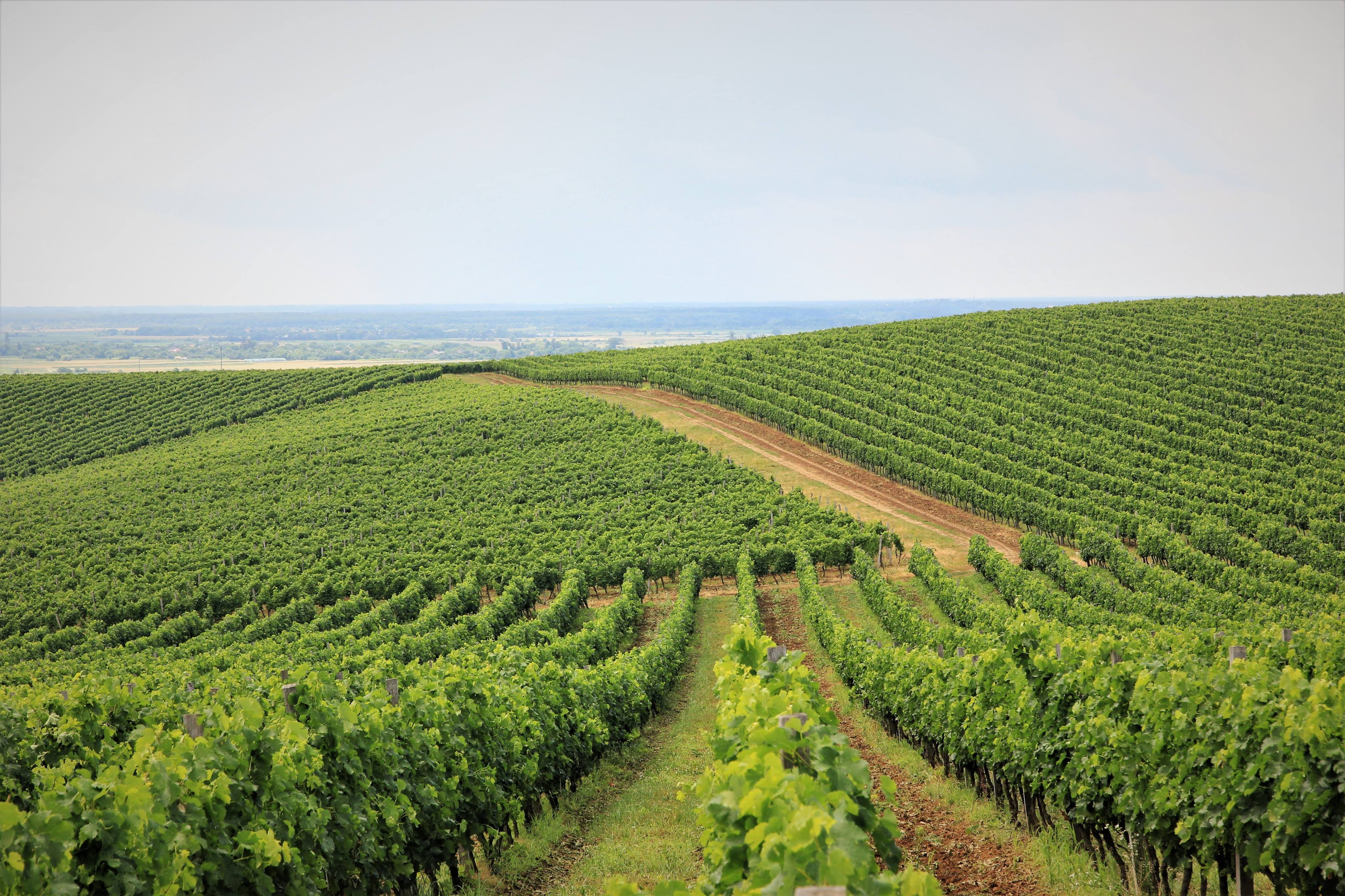
Виноградний рай поблизу Берегово
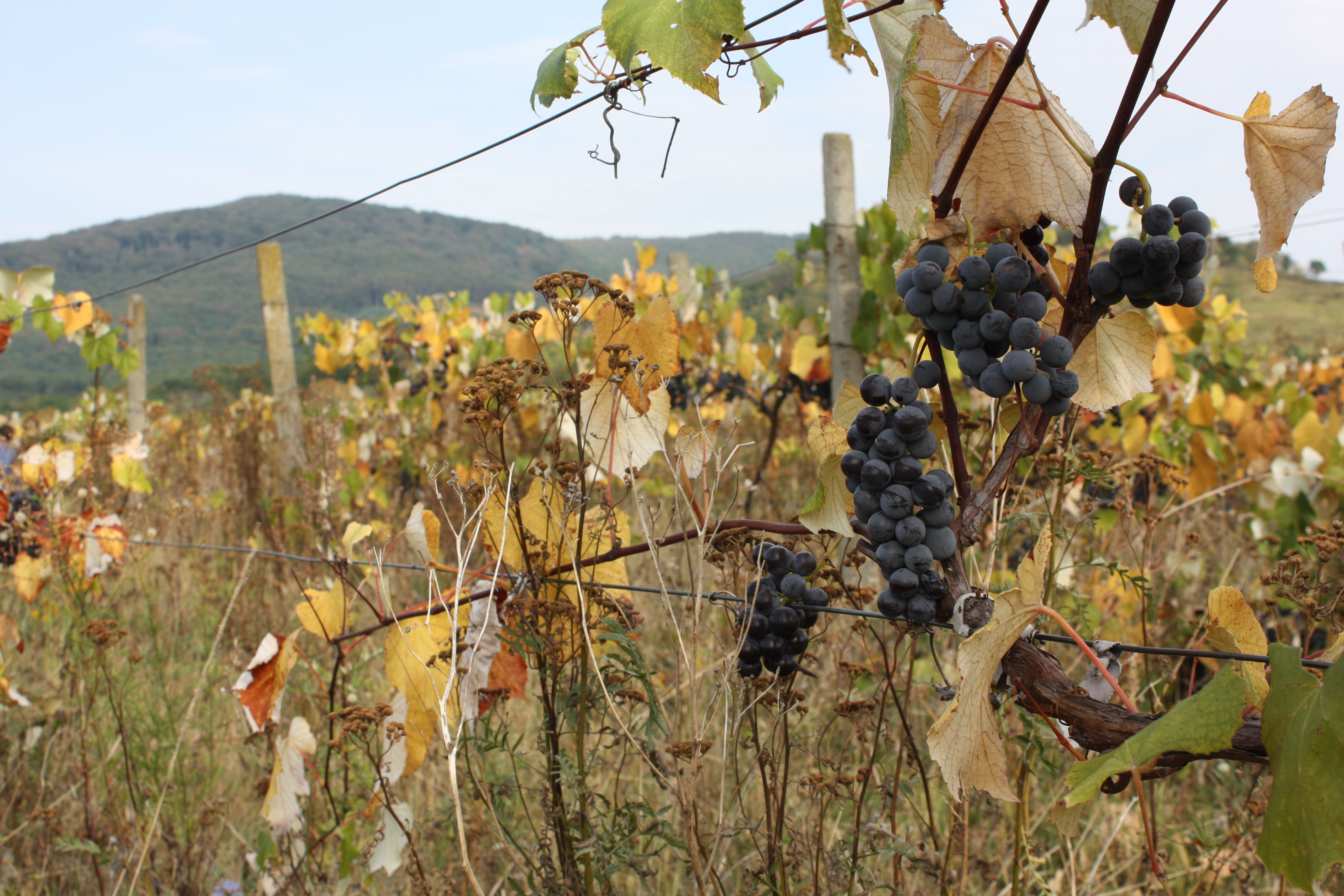
Виноградна осінь в Мукачево